# Daniel Mancini
Daniel Mancini (San Justo, 11 novembre 1996) è un calciatore argentino, centrocampista del Panathīnaïkos.

## Caratteristiche tecniche
È un centrocampista centrale.

## Carriera
Cresciuto nelle giovanili del Newell's Old Boys, fa il suo esordio in prima squadra il 13 luglio 2015 nel corso di un match vinto 3-0 contro il Racing Club.
Il 26 gennaio 2017 è acquistato dai francesi del Bordeaux, firmando un contratto fino al giugno 2020. Gioca sei mesi con la squadra riserve.
Il 28 agosto viene mandato in prestito in Ligue 2 al Tours. Con la nuova maglia va subito a segno nell'esordio in campionato contro l'Auxerre. Il 2 marzo 2018 realizza una doppietta ai danni del Brest. Nella stagione a Tours segna complessivamente 6 reti, comprese due in Coupe de la Ligue contro Nantes e Amiens.
Rientrato a Bordeaux, il 28 giugno 2018 riparte nuovamente in prestito. Questa volta finisce, sempre in Ligue 2, all'Auxerre. Il 14 agosto mette a segno una doppietta in Coupe de la Ligue contro il Gazélec Ajaccio.
Il 27 agosto 2019 viene acquistato dai greci dell'Aris Salonicco per mezzo milione di euro.
Il 26 gennaio 2023 passa al Panathīnaïkos, per tre milioni di euro.

## Statistiche

### Presenze e reti nei club
Statistiche aggiornate al 25 febbraio 2023.
| Stagione                 | Squadra                  | Campionato               | Campionato | Campionato | Coppe nazionali | Coppe nazionali | Coppe nazionali | Coppe continentali | Coppe continentali | Coppe continentali | Altre coppe | Altre coppe | Altre coppe | Totale | Totale |
| Stagione                 | Squadra                  | Comp                     | Pres       | Reti       | Comp            | Pres            | Reti            | Comp               | Pres               | Reti               | Comp        | Pres        | Reti        | Pres   | Reti   |
| ------------------------ | ------------------------ | ------------------------ | ---------- | ---------- | --------------- | --------------- | --------------- | ------------------ | ------------------ | ------------------ | ----------- | ----------- | ----------- | ------ | ------ |
| 2015                     | Newell's Old Boys        | PD                       | 9          | 0          |                 | -               | -               |                    | -                  | -                  | -           | -           | -           | 9      | 0      |
| 2016                     | Newell's Old Boys        | PD                       | 7          | 2          |                 | -               | -               |                    | -                  | -                  | -           | -           | -           | 7      | 2      |
| Totale Newell's Old Boys | Totale Newell's Old Boys | Totale Newell's Old Boys | 16         | 2          |                 | -               | -               |                    | -                  | -                  |             | -           | -           | 16     | 2      |
| gen.-giu. 2017           | Bordeaux                 | L1                       | 0          | 0          | CF+CdL          | 0               | 0               |                    | -                  | -                  | -           | -           | -           | 0      | 0      |
| 2017-2018                | Tours                    | L2                       | 26         | 4          | CF+CdL          | 2+2             | 0+2             |                    | -                  | -                  | -           | -           | -           | 30     | 6      |
| 2018-2019                | Auxerre                  | L2                       | 36         | 4          | CF+CdL          | 1+2             | 0+2             |                    | -                  | -                  | -           | -           | -           | 39     | 6      |
| 2019-2020                | Arīs Salonicco           | SL                       | 15+10      | 0          | CG              | 3               | 1               | -                  | -                  | -                  | -           | -           | -           | 28     | 1      |
| 2020-2021                | Arīs Salonicco           | SL                       | 22+10      | 1+2        | CG              | 2               | 1               | UEL                | 1                  | 0                  | -           | -           | -           | 35     | 4      |
| 2021-2022                | Arīs Salonicco           | SL                       | 23+8       | 4+1        | CG              | 3               | 0               | UECL               | 2                  | 0                  | -           | -           | -           | 36     | 5      |
| 2022-gen. 2023           | Arīs Salonicco           | SL                       | 17         | 3          | CG              | 2               | 1               | UECL               | 4                  | 0                  | -           | -           | -           | 23     | 4      |
| Totale Arīs Salonicco    | Totale Arīs Salonicco    | Totale Arīs Salonicco    | 105        | 11         |                 | 10              | 3               |                    | 7                  | 0                  |             | -           | -           | 122    | 14     |
| gen.-giu. 2023           | Panathīnaïkos            | SL                       | 5          | 1          | CG              | 1               | 0               | UECL               | -                  | -                  | -           | -           | -           | 6      | 1      |
| Totale carriera          | Totale carriera          | Totale carriera          | 188        | 22         |                 | 18              | 7               |                    | 7                  | 0                  |             | -           | -           | 213    | 29     |

## Palmarès

### Club

#### Competizioni nazionali
- Coppa di Grecia: 1

Panathinaikos: 2023-2024

### Individuale
- Capocannoniere della Coupe de la Ligue: 1

2018-2019 (2 reti, alla pari con altri 15 giocatori)